# Valentine (Arizona)
Pour les articles homonymes, voir Valentine.
Valentine est une communauté non incorporée du comté de Mohave en Arizona.
Sa population était de 38 habitants en 2010.